# Lijst van Verbandsgemeinden in Rijnland-Palts
Deze lijst van Verbandsgemeinden in Rijnland-Palts is gesorteerd op district (Landkreis). (Tussen haakjes Auto-kenteken). Een alfabetisch gesorteerde lijst is (voor de reeds in Wikipedia opgenomen verbandsgemeinden) terug te vinden via Categorie:Verbandsgemeinde in Rijnland-Palts. 

## Landkreis Ahrweiler(AW)
- Verbandsgemeinde Adenau
- Verbandsgemeinde Altenahr
- Verbandsgemeinde Bad Breisig
- Verbandsgemeinde Brohltal

## Landkreis Altenkirchen(AK)
- Verbandsgemeinde Altenkirchen
- Verbandsgemeinde Betzdorf
- Verbandsgemeinde Daaden
- Verbandsgemeinde Flammersfeld
- Verbandsgemeinde Gebhardshain
- Verbandsgemeinde Hamm (Sieg)
- Verbandsgemeinde Kirchen (Sieg)
- Verbandsgemeinde Wissen

## Landkreis Alzey-Worms(AZ)
- Verbandsgemeinde Alzey-Land
- Verbandsgemeinde Eich
- Verbandsgemeinde Monsheim
- Verbandsgemeinde Westhofen
- Verbandsgemeinde Wöllstein
- Verbandsgemeinde Wörrstadt

## Landkreis Bad Dürkheim(DÜW)
- Verbandsgemeinde Deidesheim
- Verbandsgemeinde Freinsheim
- Verbandsgemeinde Grünstadt-Land
- Verbandsgemeinde Hettenleidelheim
- Verbandsgemeinde Lambrecht
- Verbandsgemeinde Wachenheim

## Landkreis Bad Kreuznach(KH)
- Verbandsgemeinde Bad Kreuznach
- Verbandsgemeinde Bad Münster am Stein-Ebernburg
- Verbandsgemeinde Bad Sobernheim
- Verbandsgemeinde Kirn-Land
- Verbandsgemeinde Langenlonsheim
- Verbandsgemeinde Meisenheim
- Verbandsgemeinde Rüdesheim
- Verbandsgemeinde Stromberg

## Landkreis Bernkastel-Wittlich(WIL)
- Verbandsgemeinde Bernkastel-Kues
- Verbandsgemeinde Kröv-Bausendorf
- Verbandsgemeinde Manderscheid
- Verbandsgemeinde Neumagen-Dhron
- Verbandsgemeinde Thalfang am Erbeskopf
- Verbandsgemeinde Traben-Trarbach
- Verbandsgemeinde Wittlich-Land

## Landkreis Birkenfeld(BIR)
- Verbandsgemeinde Baumholder
- Verbandsgemeinde Birkenfeld
- Verbandsgemeinde Herrstein
- Verbandsgemeinde Rhaunen

## Eifelkreis Bitburg-Prüm(BIT)
- Verbandsgemeinde Arzfeld
- Verbandsgemeinde Bitburg-Land
- Verbandsgemeinde Irrel (opgeheven)
- Verbandsgemeinde Kyllburg
- Verbandsgemeinde Neuerburg (opgeheven)
- Verbandsgemeinde Prüm
- Verbandsgemeinde Speicher
- Verbandsgemeinde Südeifel

## Landkreis Cochem-Zell(COC)
- Verbandsgemeinde Cochem-Land
- Verbandsgemeinde Kaisersesch
- Verbandsgemeinde Treis-Karden
- Verbandsgemeinde Ulmen
- Verbandsgemeinde Zell (Mosel)

## Donnersbergkreis(KIB)
- Verbandsgemeinde Alsenz-Obermoschel
- Verbandsgemeinde Eisenberg (Pfalz)
- Verbandsgemeinde Göllheim
- Verbandsgemeinde Kirchheimbolanden
- Verbandsgemeinde Rockenhausen
- Verbandsgemeinde Winnweiler

## Landkreis Germersheim(GER)
- Verbandsgemeinde Bellheim
- Verbandsgemeinde Hagenbach
- Verbandsgemeinde Jockgrim
- Verbandsgemeinde Kandel
- Verbandsgemeinde Lingenfeld
- Verbandsgemeinde Rülzheim

## Landkreis Kaiserslautern(KL)
- Verbandsgemeinde Bruchmühlbach-Miesau
- Verbandsgemeinde Enkenbach-Alsenborn
- Verbandsgemeinde Hochspeyer
- Verbandsgemeinde Kaiserslautern-Süd
- Verbandsgemeinde Landstuhl
- Verbandsgemeinde Otterbach
- Verbandsgemeinde Otterberg
- Verbandsgemeinde Ramstein-Miesenbach
- Verbandsgemeinde Weilerbach

## Landkreis Kusel(KUS)
- Verbandsgemeinde Altenglan
- Verbandsgemeinde Glan-Münchweiler
- Verbandsgemeinde Kusel
- Verbandsgemeinde Lauterecken
- Verbandsgemeinde Schönenberg-Kübelberg
- Verbandsgemeinde Waldmohr
- Verbandsgemeinde Wolfstein

## Landkreis Mainz-Bingen(MZ)
- Verbandsgemeinde Bodenheim
- Verbandsgemeinde Gau-Algesheim
- Verbandsgemeinde Guntersblum
- Verbandsgemeinde Heidesheim am Rhein
- Verbandsgemeinde Nieder-Olm
- Verbandsgemeinde Nierstein-Oppenheim
- Verbandsgemeinde Rhein-Nahe
- Verbandsgemeinde Sprendlingen-Gensingen

## Landkreis Mayen-Koblenz(MYK)
- Verbandsgemeinde Maifeld
- Verbandsgemeinde Mendig
- Verbandsgemeinde Pellenz
- Verbandsgemeinde Rhens
- Verbandsgemeinde Untermosel
- Verbandsgemeinde Vallendar
- Verbandsgemeinde Vordereifel
- Verbandsgemeinde Weißenthurm

## Landkreis Neuwied(NR)
- Verbandsgemeinde Asbach
- Verbandsgemeinde Bad Hönningen
- Verbandsgemeinde Dierdorf
- Verbandsgemeinde Linz am Rhein
- Verbandsgemeinde Puderbach
- Verbandsgemeinde Rengsdorf
- Verbandsgemeinde Unkel
- Verbandsgemeinde Waldbreitbach

## Rhein-Hunsrück-Kreis(SIM)
- Verbandsgemeinde Emmelshausen
- Verbandsgemeinde Kastellaun
- Verbandsgemeinde Kirchberg
- Verbandsgemeinde Rheinböllen
- Verbandsgemeinde Sankt Goar-Oberwesel
- Verbandsgemeinde Simmern

## Rhein-Lahn-Kreis(EMS)
- Verbandsgemeinde Bad Ems
- Verbandsgemeinde Braubach
- Verbandsgemeinde Diez
- Verbandsgemeinde Hahnstätten
- Verbandsgemeinde Katzenelnbogen
- Verbandsgemeinde Loreley
- Verbandsgemeinde Nassau
- Verbandsgemeinde Nastätten

## Rhein-Pfalz-Kreis(RP)
- Verbandsgemeinde Dannstadt-Schauernheim
- Verbandsgemeinde Dudenhofen
- Verbandsgemeinde Heßheim
- Verbandsgemeinde Maxdorf
- Verbandsgemeinde Waldsee

## Landkreis Südliche Weinstraße(SÜW)
- Verbandsgemeinde Annweiler am Trifels
- Verbandsgemeinde Bad Bergzabern
- Verbandsgemeinde Edenkoben
- Verbandsgemeinde Herxheim
- Verbandsgemeinde Landau-Land
- Verbandsgemeinde Maikammer
- Verbandsgemeinde Offenbach an der Queich

## Landkreis Südwestpfalz(PS)
- Verbandsgemeinde Dahner Felsenland
- Verbandsgemeinde Hauenstein
- Verbandsgemeinde Pirmasens-Land
- Verbandsgemeinde Rodalben
- Verbandsgemeinde Thaleischweiler-Fröschen
- Verbandsgemeinde Waldfischbach-Burgalben
- Verbandsgemeinde Wallhalben
- Verbandsgemeinde Zweibrücken-Land

## Landkreis Trier-Saarburg(TR)
- Verbandsgemeinde Hermeskeil
- Verbandsgemeinde Kell am See
- Verbandsgemeinde Konz
- Verbandsgemeinde Ruwer
- Verbandsgemeinde Saarburg
- Verbandsgemeinde Schweich an der Römischen Weinstraße
- Verbandsgemeinde Trier-Land

## Landkreis Vulkaneifel(DAU)
- Verbandsgemeinde Daun
- Verbandsgemeinde Gerolstein
- Verbandsgemeinde Hillesheim
- Verbandsgemeinde Kelberg
- Verbandsgemeinde Obere Kyll

## Westerwaldkreis(WW)
- Verbandsgemeinde Bad Marienberg (Westerwald)
- Verbandsgemeinde Hachenburg
- Verbandsgemeinde Höhr-Grenzhausen
- Verbandsgemeinde Montabaur
- Verbandsgemeinde Ransbach-Baumbach
- Verbandsgemeinde Rennerod
- Verbandsgemeinde Selters (Westerwald)
- Verbandsgemeinde Wallmerod
- Verbandsgemeinde Westerburg
- Verbandsgemeinde Wirges